# الک بلیکمن
الک بلیکمن (انگلیسی: Alec Blakeman; ۱۱ ژوئن ۱۹۱۸ – نوامبر ۱۹۹۴ (۷۶ ساله)) بازیکن فوتبال اهل بریتانیا بود.
از باشگاه‌هایی که در آن بازی کرده‌است می‌توان به باشگاه فوتبال مارس تاون یونایتد، باشگاه فوتبال آکسفورد سیتی، باشگاه فوتبال شفیلد یونایتد، باشگاه فوتبال ای‌اف‌سی بورنموث، و باشگاه فوتبال برنتفورد اشاره کرد.